# Harry Feist
Harry Feist (Salzburgo, 11 de abril de 1903-Capri, 25 de mayo de 1963) fue un bailarín y actor austriaco.
Fue reconocido principalmente por haber interpretado a un agente de la SS en Roma, ciudad abierta de Roberto Rossellini.

## Biografía
Llegó a Italia a principios de la década de 1940 como miembro del cuerpo de danza de la Compañía de Revistas Vienesas , luego de la disolución de la misma por causas bélicas fue contratado por Michele Galdieri para algunos espectáculos de revistas como Ma le rondini no saber (con Nino Taranto , Dolores Palumbo ) de 1942, luego con Garinei y Giovannini en el espectáculo Si sta bene Tomorrow con Wanda Osiris de 1945.
En 1942 comenzó a trabajar en varias producciones cinematográficas italianas, de las cuales la de que interpreta al mayor Fritz Bergmann en Roma ciudad abierta de Roberto Rossellini.
Continuará trabajando en el mundo del cine hasta 1955. Se quedó a vivir en Italia, solo para morir en Capri en 1963.

## Teatro
- Pero las golondrinas no saben , de Michele Galdieri , con Nino Taranto , Dolores Palumbo , Olga Villi , Harry Feist, dirigida por Galdieri (1943).
- New air , con Totò , Elena Giusti]] , Harry Feist, Lucia Mannucci , Quartetto Cetra , Mario Riva , Fausto Tommei , música de Armando Fragna , primer teatro Galleria en Roma 9 de octubre de 1943
- Orlando curioso , de Michele Galdieri , con Totò, Lucy D'Albert , Clelia Matania , Eduardo Passarelli , Harry Feist, teatro Valle 31 de octubre de 1942.
- Era mejor mañana , que Garinei y Giovannini , con Wanda Osiris , Gianni Agus , Harry Feist (1946).
- Érase una vez el mundo , de Garinei y Giovannini, con Totò , Mario Castellani , Elena Giusti , Peppino De Martino , Isa Barzizza , Adriana Serra , Herry Feist (1947).